# Thelymitra ixioides
Thelymitra ixioides är en orkidéart som beskrevs av Olof Swartz. Thelymitra ixioides ingår i släktet Thelymitra och familjen orkidéer. Inga underarter finns listade i Catalogue of Life.

## Bildgalleri

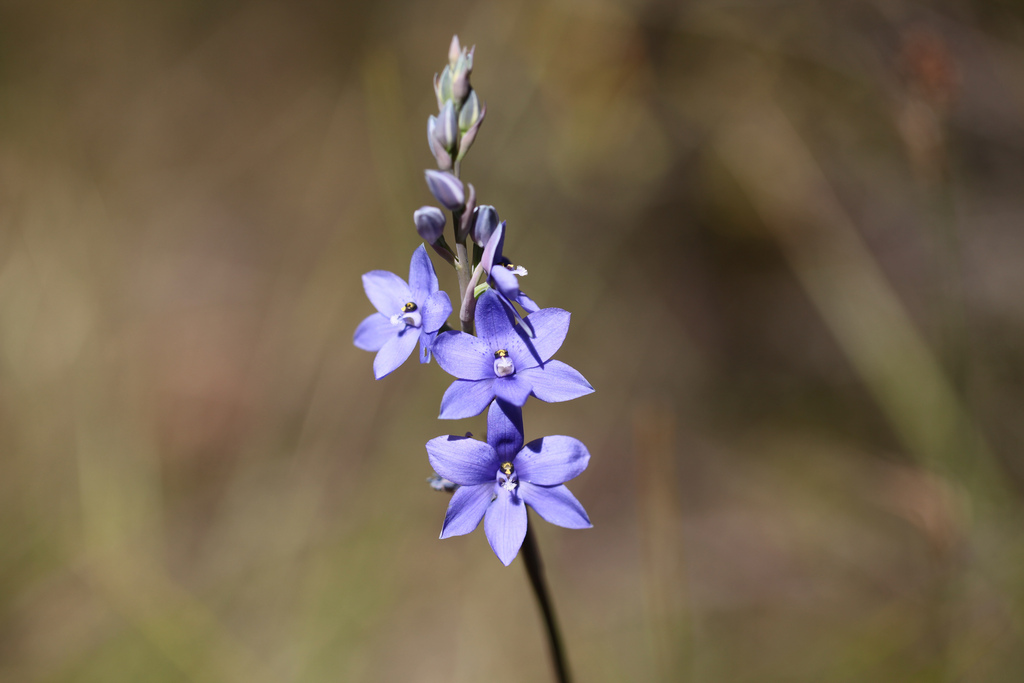
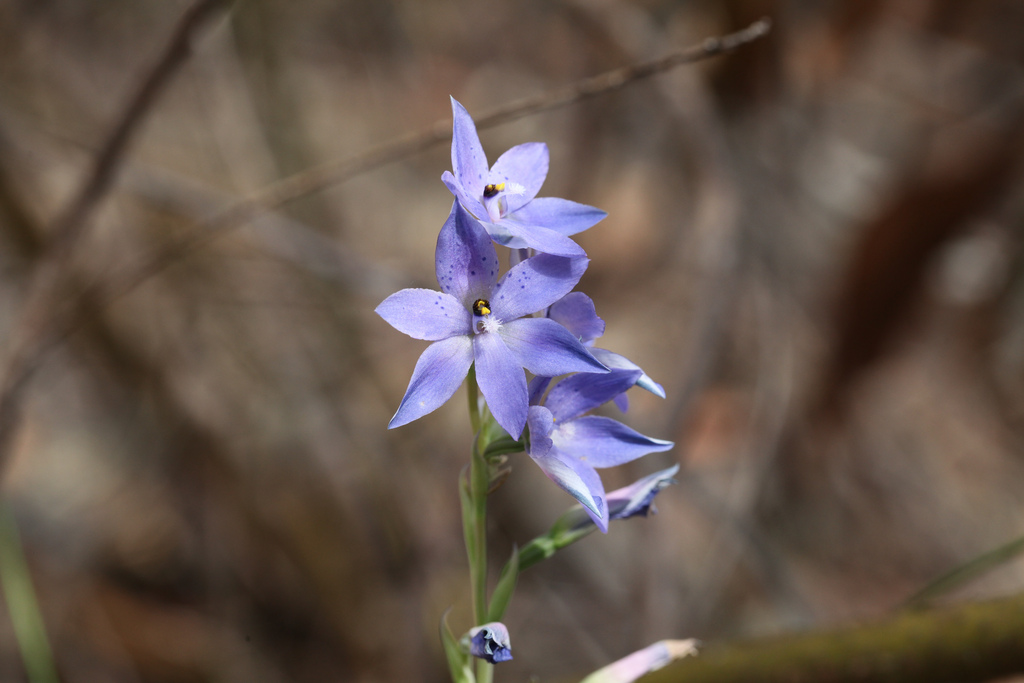
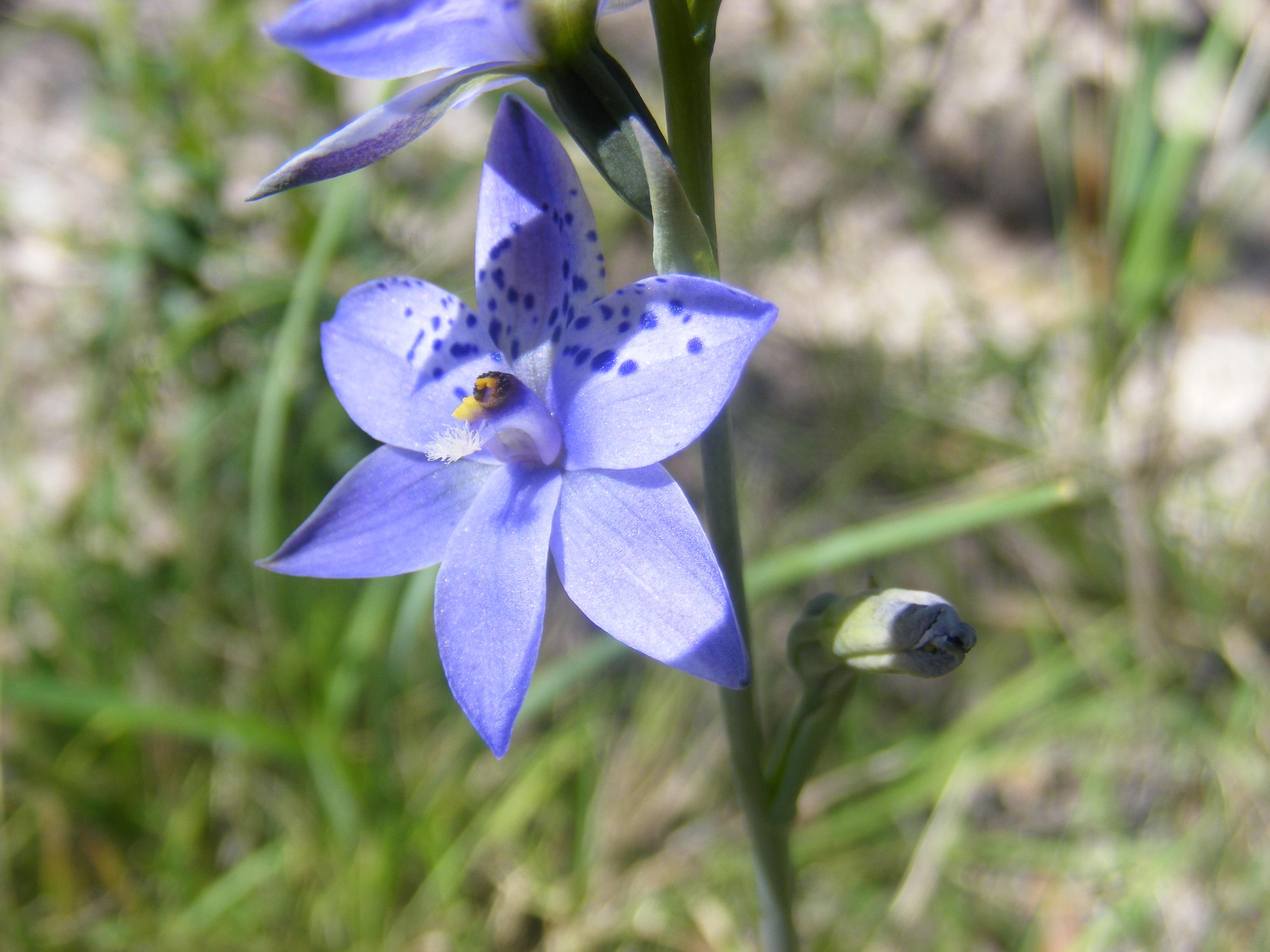
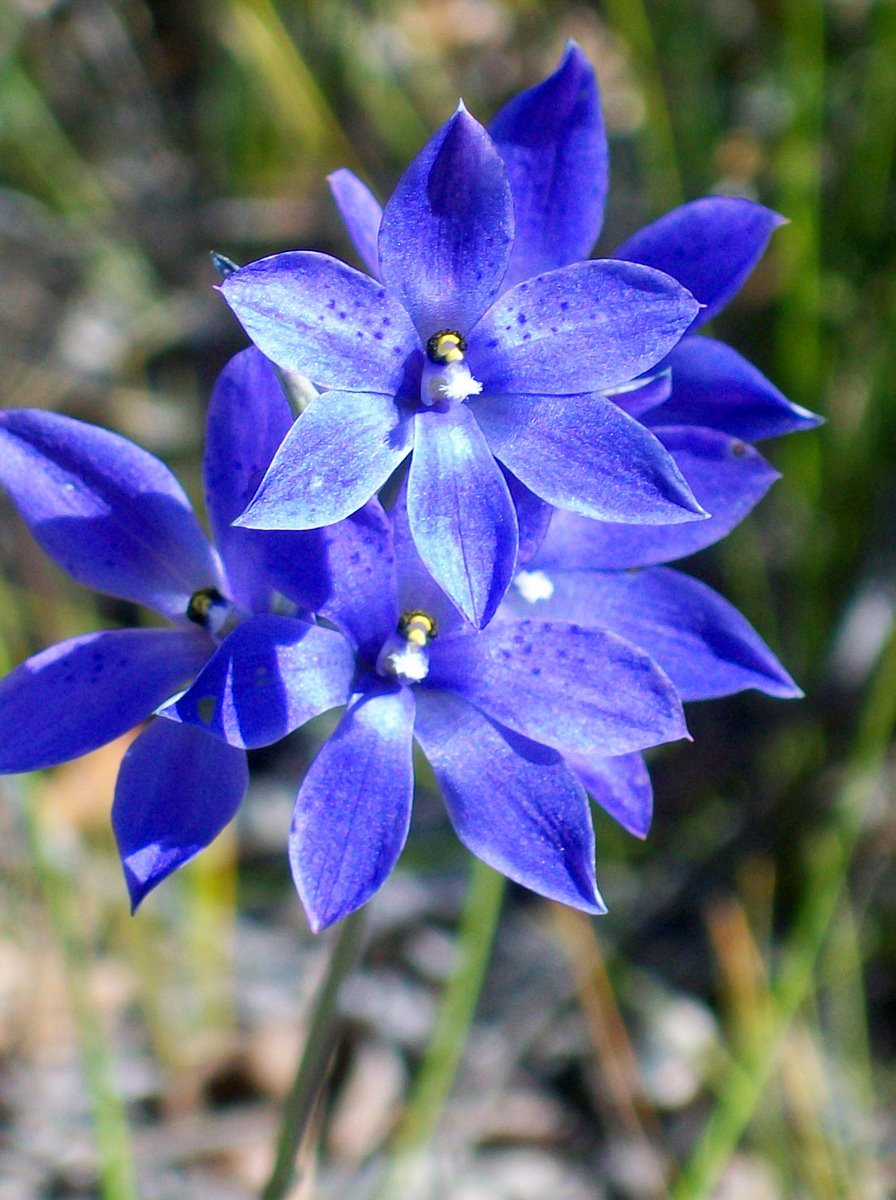
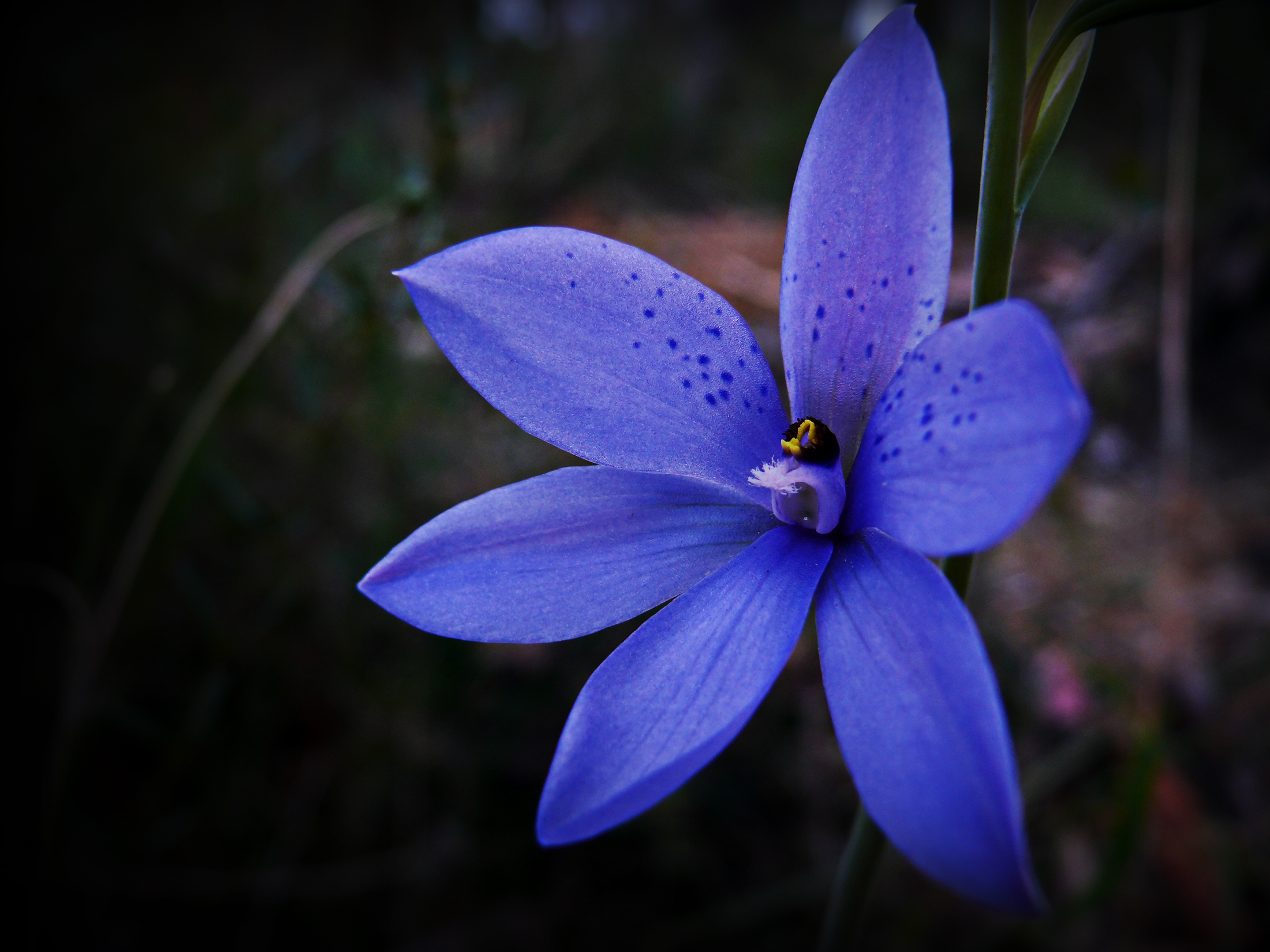